# Arthur Bourchier
Arthur Bourchier, född 22 juni 1866, död 14 september 1927, var en brittisk skådespelare och teaterledare.
Bourchier debuterade 1890 i London och odlade sedan dess, ofta som egen direktör, såväl modern som en nationellt klassisk repertoar, framför allt Shakespeare. Han räknades under sin tid som den främste Shakespearetolkaren.
Bland hans roller märks Henrik VIII, Brutus i Julius Cæsar, Macbeth, Shylock i Köpmannen i Venedig och Jago i Othello.